# Abengoa

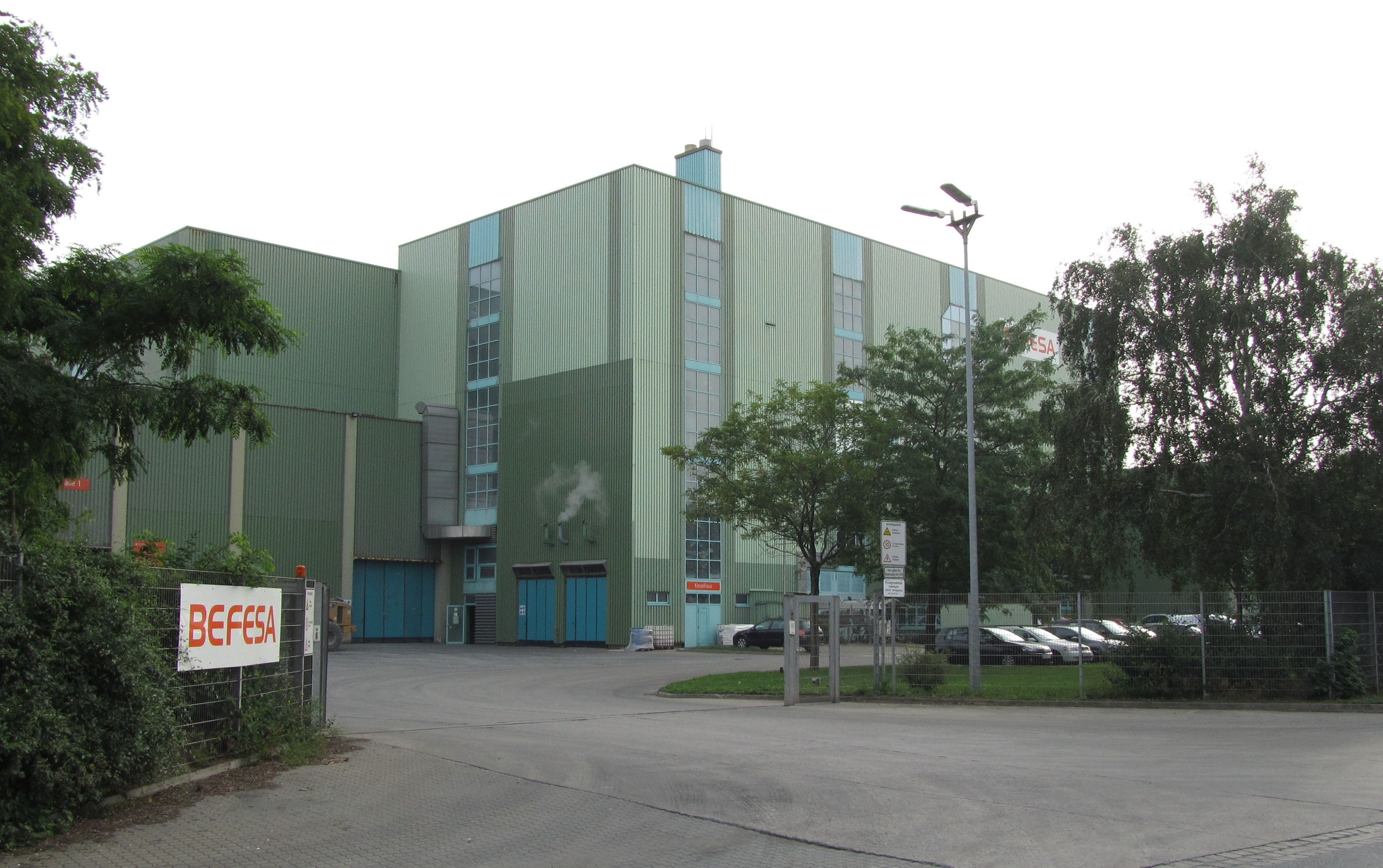
L'usine Befesa à Hanovre, en Allemagne

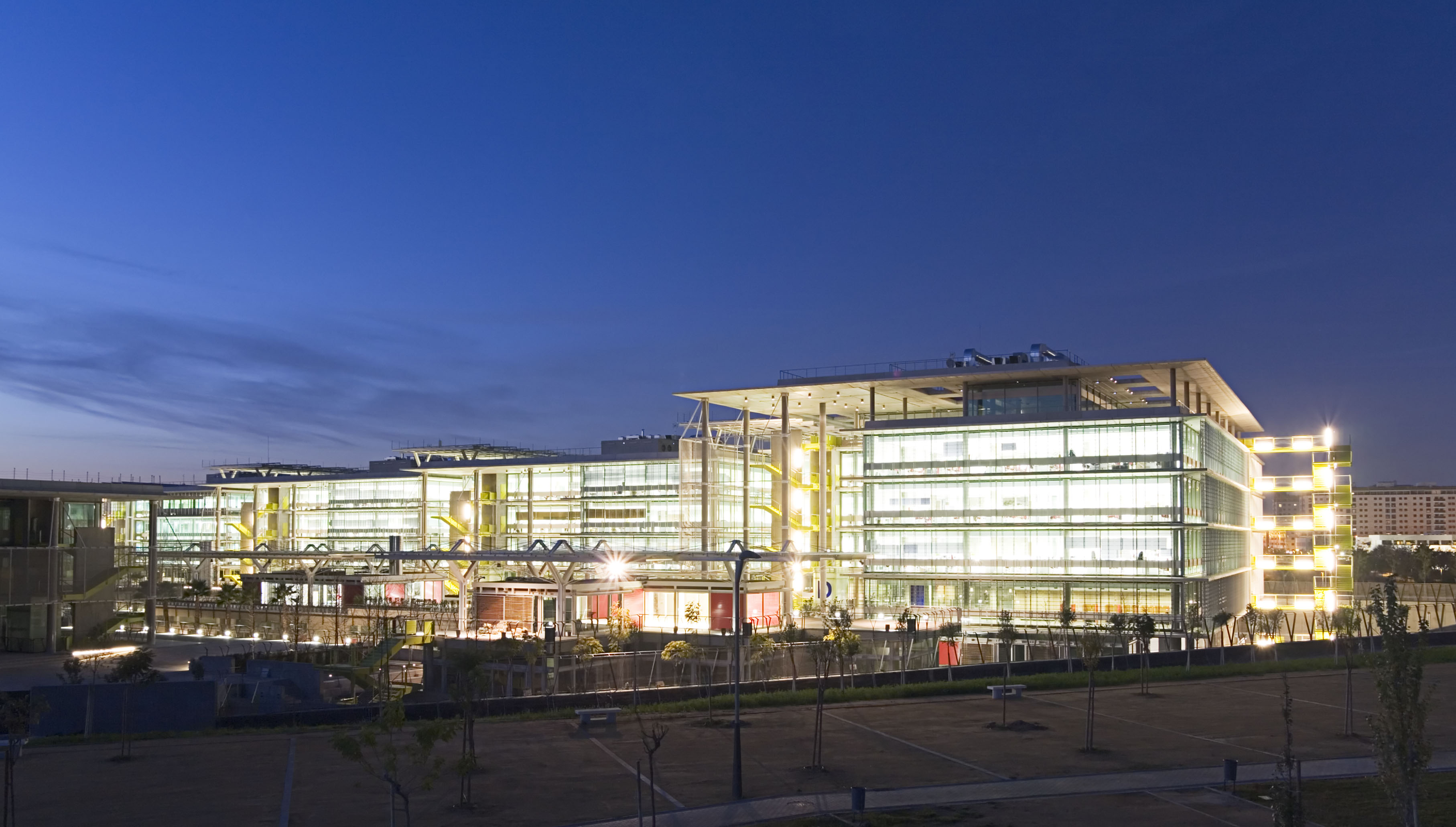
Centre technique de Palmas Altas (en 2009)

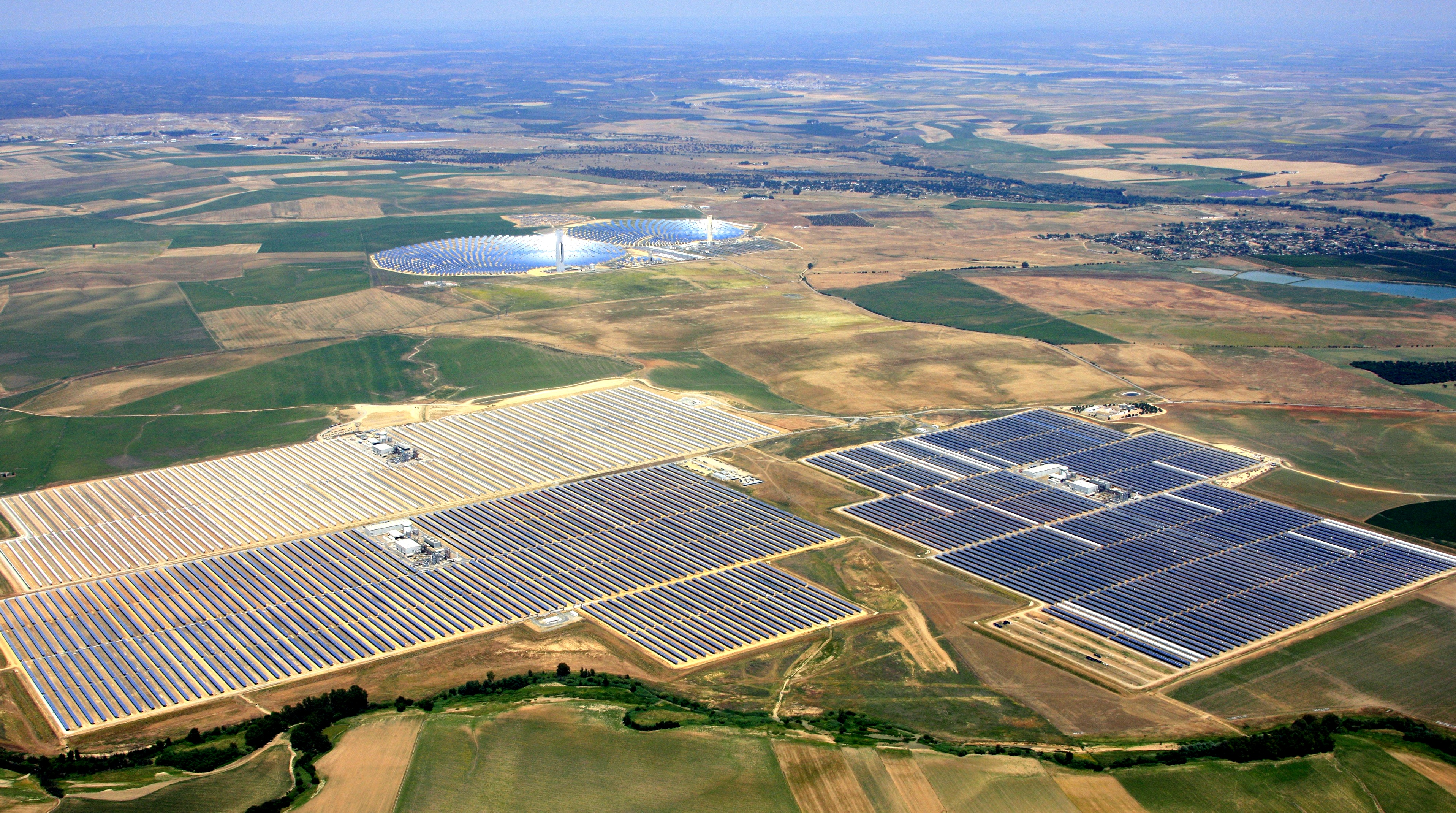
Photo aérienne des deux installations thermosolaires à concentration de solnovas y torre (juin 2010)

Abengoa est un groupe industriel et technologique espagnol du secteur énergétique.
Depuis 2009, son siège est situé dans le campus Palmas Altas, à Séville ; il abritait environ 3 000 employés de la société, qui en comptait en 2015 près de 28 700 dans le monde et 7 000 dans le pays.
Société qui a basé sa croissance sur l’endettement pendant de longues années, Abengoa se déclare le 25 novembre 2015 en défaut de paiement. Un accord de restructuration de la dette est conclu, puis validé par la justice en novembre 2016. Le groupe doit céder ses actifs dans les énergies renouvelables pour se recentrer sur le conseil et l'ingénierie.
En juin 2022, Abengoa est placé sous procédure d'insolvabilité, après l'échec d'un processus de restructuration de sa dette, puis attribué à la société espagnole d'énergies renouvelables Cox Energy.

## Histoire
Fondée à Séville le 4 janvier 1941 par les ingénieurs Benjumea Javier Puigcerver et Jose Manuel Fernandez-Pasalagua Abaurre, avec un capital de 180 000 pesetas (1 082 euros). Son but initial était de fabriquer des compteurs électriques, bien que la situation économique de l'époque ait empêché le projet. Toutefois, la société a commencé à s'engager dans le développement de projets techniques et installations électriques.
De 1941 à 1950, le groupe a commencé sa propagation au reste de l'Andalousie, le chiffre d'affaires était alors d’environ 45 millions de pesetas (€ 270 456).
Dans les années 1950, Abengoa continue de se développer dans le reste de l'Espagne, puis à l'international à partir des années 1960.
En 1966, 25 ans après sa création, le chiffre d'affaires de l'entreprise était de 4,88 milliards de pesetas (€ 29 329 391).
En 2009, le groupe dispose de très nombreuses filiales et installe son siège dans le campus Palmas Altas, à Séville, dans un bâtiment conçu par l'architecte britannique Richard Rogers.
Abengoa a basé sa croissance sur l’endettement pendant de longues années Dans les années 2000, Abengoa développe fortement ses activités dans les secteurs de l'énergie, des biotechnologies en investissant notamment dans des grandes centrales solaires devenant leader mondial dans le thermosolaire via sa filiale Abengoa Solar, grâce à l'ingénierie et les activités de construction, la concession d'infrastructure et la production industrielle. La société est présente dans plus de 70 pays.
La société est lourdement endettée à raison de 6,5 milliards d'euros à la fin du mois de juin 2015 et en difficulté. Le groupe se déclare le 25 novembre 2015 en défaut de paiement. En décembre 2015, Bloomberg annonce qu'un cabinet de conseil et d'audit (KPMG) était mandaté par un groupement de sept banques espagnoles (Banco Santander, Bankia, Banco Popular, CaixaBank et Banco Sabadell) une banque anglaise (HSBC), et une banque française (Crédit agricole) pour faire un audit complet des comptes d’Abengoa et de ses centaines de filiales.
Avec un passif supérieur à 25 milliards d’euros, dont une dette financière de 8,9 milliards d’euros, Abengoa menace de faire l’objet de la plus grosse faillite de l’histoire d’Espagne. Le groupe  emploie plus de 28 000 salariés dans le monde. L’État espagnol, qui est déjà exposé à hauteur de 400 millions d’euros dans Abengoa, a prévenu le 4 décembre 2015 qu'il n’injecterait pas davantage d’argent pour sauver le groupe. Abengoa a alors quatre mois pour négocier une restructuration de sa dette avec ses créanciers. Faute d’accord, le groupe se dirigera vers la cessation de paiement et, à terme, la liquidation. Ses créanciers exigent la définition de « la carte de la dette » du groupe, qui compte des participations dans près de 900 entreprises dans le monde.
Le 11 août 2016, Abengoa annonce un accord définitif avec ses créanciers et dix fonds d’investissement qui doit lui permettre de restructurer 515 millions d’euros de dette et de recevoir près de 655 millions d’euros d’argent frais. Si l’accord est validé par 75 % des créanciers et par les actionnaires, Abengoa pourra éviter ainsi la faillite. Avant de parvenir à cet accord, Abengoa a dû brader de nombreux actifs, se défaire d’une part importante de ses effectifs, se retirer de grands projets et destituer le président de la compagnie, Felipe Benjumea. À terme, les banques et les fonds spéculatifs devraient prendre le contrôle d'Abengoa. L'ensemble des actionnaires actuels, et notamment la famille Benjumea qui a fondé l'entreprise en 1941, ne disposera plus que de 5 %.
Le 8 novembre 2016, le tribunal de commerce de Séville homologue l'accord validé par 85 % des créanciers, dont les effets seront par conséquent étendus à tous les détenteurs du passif de 9,4 milliards d'euros. La dette sera réduite de 90 %, mais Abengoa aura dû se séparer de fermes photovoltaïques, de parcs éoliens, d'usines de dessalement et de ses activités dans les biocarburants, pour se recentrer plus modestement vers le conseil et l'ingénierie, ses métiers d'origine.
En juin 2022, Abengoa est placé sous procédure d'insolvabilité, après l'échec d'un processus de restructuration de dette de 6 milliards d'euros, le gouvernement espagnol ayant rejeté un programme d'aide qui lui aurait donné plus de temps pour évaluer une offre publique d'achat de la société de capital-investissement TerraMar Capital LLC.
En avril 2023, un juge attribue le groupe espagnol d'ingénierie et d'énergie à la société espagnole d'énergies renouvelables Cox Energy. Cox Energy, société d'énergie solaire photovoltaïque fondée en 2014, a soumis une offre valorisant Abengoa à 564 millions d'euros qui a prévalu sur plusieurs offres concurrentes.

## Métiers
- ingénierie et construction industrielle (44,7 % du CA) : ingénierie, construction et maintenance d'infrastructures électriques ;
- services environnementaux (19,6 %) dans le domaine de l'eau et des déchets : collecte, gestion et recyclage de rebuts d'aluminium et de zinc, nettoyage industriel, ingénierie et construction d'unités de traitement des eaux usées et des déchets, etc. ;
- Agroindustrie : Le groupe produit également des compléments en alimentation animale (protéines pour animaux) ;
- bioénergie, agrocarburants (18,6 %) : 1er producteur européen de bioéthanol (provenant des produits végétaux et utilisé dans la fabrication d'additifs sans plomb, de composants d'essence, etc.).
- technologies de l'information (15,6 %) : développement de systèmes et de solutions technologiques et informatiques pour les secteurs de l'énergie, de l'environnement et du transport ;
- énergie solaire (1,5 %) : conception et construction d'unités de production d'unités solaires thermoélectriques et photovoltaïques.

## Données boursières
- Actionnaires principaux :

(2009) : Inversion Corporativa  56 %
- Chiffre d'affaires :

3,1 milliards d'euros (2008) 

## Affaires liées
Josep Borrell, ministre espagnol des Affaires étrangères lorsque le groupe se déclare en novembre 2015 en défaut de paiement, était également administrateur de la société. En novembre 2018, il est condamné à une amende de 30 000 euros par la commission nationale espagnole des marchés de valeurs pour délit d'initié dans le cadre de la vente en 2015, pour le compte d'un tiers, son ex-épouse selon la presse, de 10 000 actions du groupe au bord de la faillite. Le groupe d'énergies renouvelables avait annoncé le lendemain se diriger vers le dépôt de bilan, ce qui avait entraîné une chute de son titre en Bourse.